# زرع الثدي

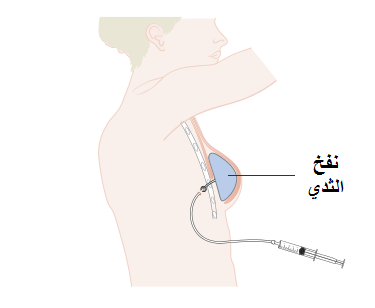
صورة توضح كيفية نفخ الثدي

زرع الثدي (بالإنجليزية: Breast implant)‏ هي جراحة ترقيعية تستخدم لتغيير حجم وشكل أثداء المرأة (معروفة عموماً باسم تكبير الثدي) من أهداف تجميلية إلى إعادة تشكيل الثدي (أي بعد استئصال الثدي أو لتصحيح التشوهات الخلقية بجدار الثدي) أو بوصفها جانبا من جوانب جراحة تغيير الجنس. موسع أنسجة الثدي هو زرع مؤقت بالثدي يستخدم خلال مراحل اجراءات إعادة بناء الثدي.
تكبير الصدر (بالإنجليزية: Breast enlargement)‏ هو المصطلح الذي يطلق عموما على زيادة حجم الثديين بعد البلوغ إما عن طريق إجراء طبي، عقاقير أو تمارين.

## زرع الثدي

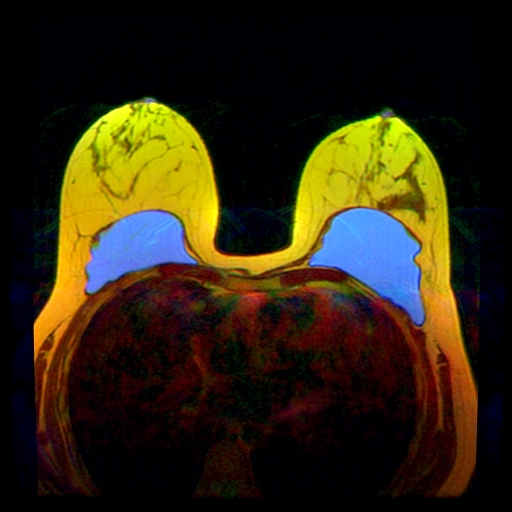
تصوير بالرنين المغناطيسي للثدي لدى مريضة قامت بزراعة للثدي (باللون الأزرق)

زرع الثدي هي عادة عملية إدراج كميات من السوائل في الصدر لزيادة حجم الثدي. زراعة الصدر تستعمل كذلك لدى الذكور في العمليات التجميلية والترميمية لجدار الصدر. كما يمكن زيادة حجم الثدي باستخدام جل السيليكون، أو بغرس أكياس السيليكون المعبئة بالمحلول الملحي، وفي بعض الحالات من خلال عملية نقل دهون من منطقة أخرى بالجسم.

### غرسات المحلول الملحي
صُنعت الغرسات الملحية المستخدمة في زرع الثدي أول مرة في فرنسا وفي عام 1964 تم تقديمها لأول مرة كعضو صناعي تعويضي.عادة ما تكون الغرسات الملحية صغيرة بحجم يتراوح بين 120 سم الي 850 سم، وهي متوفرة في الأشكال المستديرة والدائرية بحيث يمكن تكييف العملية مع محيط جسم المريض المحدد.

### غرسات جل السيليكون
قدمت هذه التقنية الجراحة لأول مرة على يد الجراحين الأمريكيين توماس كرونين وفرانك جيرو عام 1961 وتم إجراء أول جراحة تكبير ثدي بواسطة جل السيليكون عام 1962.

## الأدوية
تم ربط بعض الأدوية بنمو الثدي إما عن طريق التحفيز المباشر مثل الاستروجين أو غير مباشرة عن طريق الآثار الجانبية لمضادات ذهان معينة.

## التمرن
من خلال العمل على العضلات الضمنية أو المجاورة لنسيج الثدي فإن شكل ومظهر الثدي قد يتغير.

## إحصائيات
وفقاً للجمعية الأمريكية لجراحي التجميل، تكبير الثدي هي من أكثر العمليات الجراحية التجميلية الأكثر شيوعا في الولايات المتحدة. ووفقا للبيانات التي تم جمعها من قبل الجمعية الأمريكية لجراحة التجميل، لعام 2017 تم إجراء حوالي 300,000 عملية تكبير ثدي في الولايات المتحدة، وهو ارتفاع بنسبة 3 ٪ مقارنة بالسنة السابقة.
في حين أظهر إحصائيات الجمعية الدولية للجراحة التجميلية لعام 2016 أن زرع الثدي باستخدام جل السيليكون هو الأكثر انتشارا كإجراء جراحي حول العالم لتكبير الثدي، حيث أظهرت الدراسة أنه خلال عام 2016 تم إجراء 1,449,337 عملية زرع ثدي بواسطة جل السليكون (يطلق عليه أيضا: هلام السيليكون) في حين تم إجراء 61,780 عملية زرع ثدي بواسطة غرسات المحلول الملحي لنفس العام.

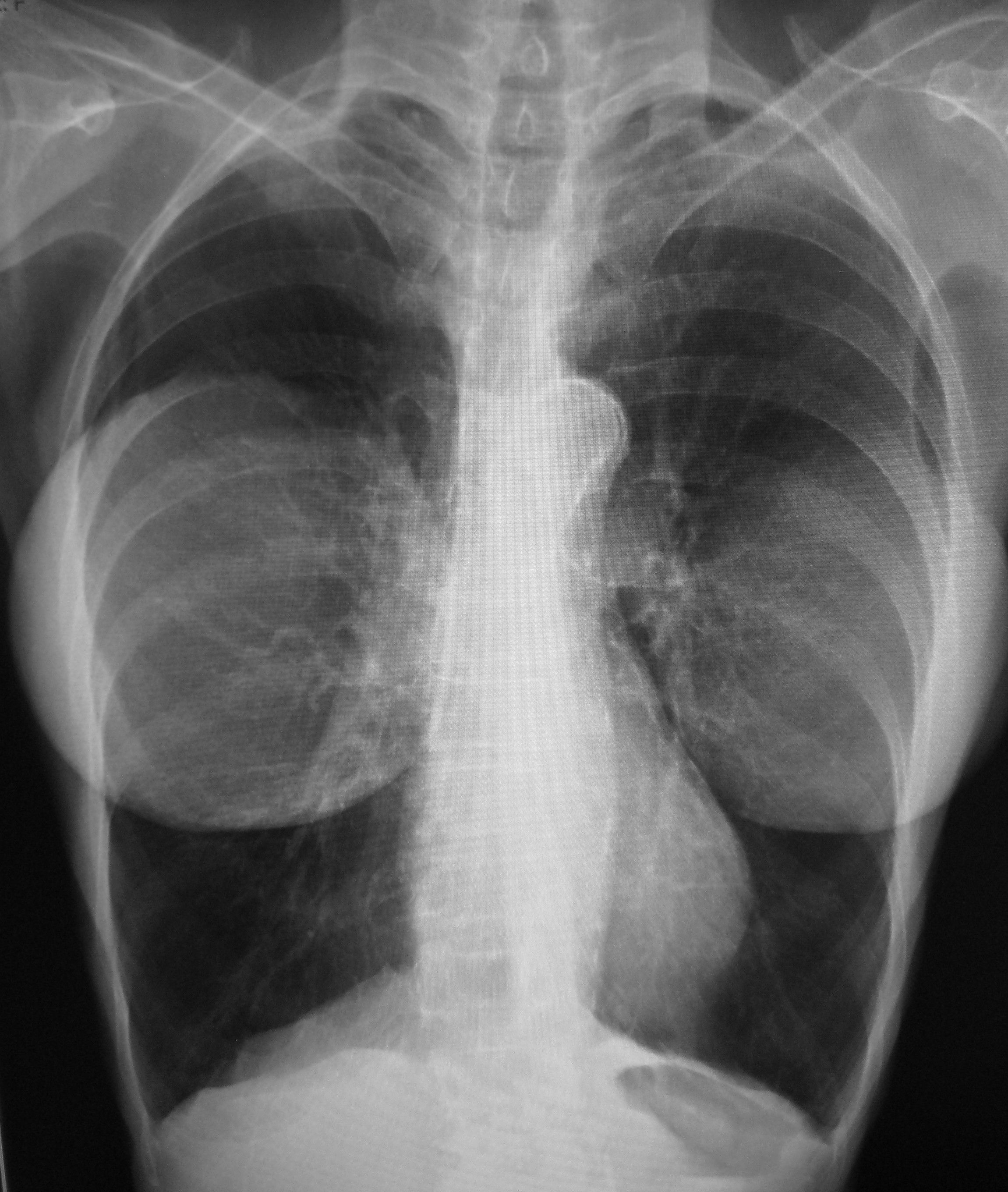
صورة الصدر بالأشعة السينية تظهر الزرع الثنائي للثدي

وسجل أيضا بنفس الدراسة الخاصة بالجمعية الدولية عدد 155,453 عملية إزالة لغرسات الثدي التي تم زراعتها سابقا.

## مراجع

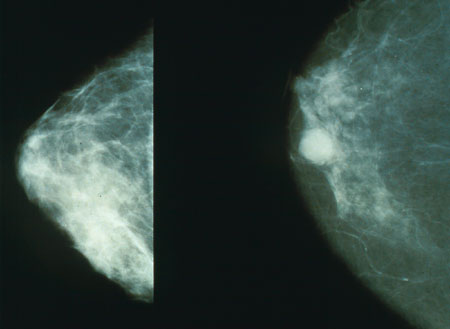
صورة للثدي الطبيعي (يسار);صورة لثدي مصاب بالسرطان (يمين).